# Эш-Шатер, Хайрат
Мохаммед Хайрат Саад эль-Шатер (араб. محمد خيرت سعد الشاطر‎, род. 4 мая 1950) — египетский инженер, бизнесмен и политический активист. Будучи одним из лидеров египетского отделения «Братьев-мусульман» эль-Шатер был выдвинут от партии свободы и справедливости в качестве кандидата в президенты, но был снят с выборов избирательной комиссией. Ранее занимал пост заместителя председателя «Братьев».

## Биография
Родился в городе эль-Мансура, входящем в мухафазу Дакахлия. В возрасте 16 лет вступил в партию Арабский социалистический союз. Изучал проектирование в Александрийском университете. В феврале 1968 года принимал участие в антиправительственных студенческих протестах. После двухгодичной службы в армии получил в университете Мансура степень магистра, одновременно с учёбой преподавал там же. После убийства в 1981 году президента Египта Анвара Садата эль-Шатер эмигрировал в Великобританию. После возвращения в Египет в середине 1980-х годов стал одним из активных членов движения «Братья-мусульмане». В 1995 году возглавил каирское отделение «Братьев».
Успешно занимался бизнесом в сфере мебели и текстиля, благодаря чему заработал состояние в несколько миллионов. Эль-Шатер считается основным финансистом и главным стратегом «Братьев». В 2007—2011 годах находился в тюрьме. Был освобождён по распоряжению Высшего совета Вооружённых сил в марте 2011 года. После победы партии свободы и справедливости на парламентских выборах считался одним из вероятных кандидатов на пост премьер-министра в коалиционном правительстве. По мнению специалиста по Ближнему Востоку Ави Ашер-Шапиро, эль-Шатер является сторонником приватизации и свободного рынка.

### Кандидат в президенты
31 марта 2012 года партия свободы и справедливости объявила о выдвижении эль-Шатера кандидатом в президенты на предстоящих в мае выборах. После этого эль-Шатер вышел из организации «Братья-мусульмане», чтобы не нарушать аполитичность движения. Эль-Шатер стал первым за 83 года существования организации членом «Братьев», выдвинутым в президенты. 14 апреля 2012 года Высший совет Вооружённых сил снял эль-Шатера с выборов, заявив, что поскольку он вышел из тюрьмы лишь в марте 2011 года его выдвижение нарушает закон, в соответствии с которым кандидатом не может быть выдвинут человек, вышедший из тюрьмы менее 6 лет назад.

### Арест
5 июля 2013 года, вскоре после свержения Мохаммеда Мурси военными, эль-Шатер был арестован. 14 июля генеральный прокурор Египта отдал приказ о заморозке его активов. 28 февраля 2015 года эль-Шатер был приговорён к пожизненному заключению. 16 мая того же года другой суд приговорил его к смертной казни.